# Victoria Skating Rink
Victoria Skating Rink var en inomhusskridskobana i Montreal, Kanada, som öppnade under 1862 och ansågs i början av 1900-talet som "en av de finaste täckta isbanorna i världen".
Byggnaden användes under vintersäsongerna för nöjesåkning, ishockey och skridskosport. Under sommarmånaderna användes byggnaden för olika andra evenemang, bland annat musikframträdanden och trädgårdsutställningar. Det var den första byggnaden i Kanada som elektrifierades. Skridskobanan är dock mest känd för sin koppling till ishockeyns historia. Den innehar anseendet av att ha varit värd för den första organiserade ishockeymatchen inomhus. Matchen ägde rum den 3 mars 1875. Isens dimensioner satte standarden för dagens nordamerikanska ishockeyrinkar.
Det var också platsen för den första Stanley Cup-playoffspel under 1894 och platsen för grundandet av den första ishockeyligan med ett mästerskap, Amateur Hockey Association of Canada 1886.